# Harrison Shull
Harrison Shull, född 17 augusti 1923, död 28 juli 2003 i Monterey i  Kalifornien, var en amerikansk kemist. Han var son till genetikprofessorn George Harrison Shull (1874–1954).
Shull tog examen vid Princeton 1943 och blev 1948 filosofie doktor i fysikalisk kemi vid University of California, Berkeley. Han tog tjänst som forskarassistent vid Iowa State University och fick där ett stipendium som möjliggjorde att han kunde påbörja forskning i kvantkemi vid Uppsala universitet. Han var 1955–1979 professor i kemi vid Indiana University i Bloomington. 1982–1985 var han kansler vid University of Colorado i Boulder.
Shull blev 1969 ledamot av The National Academy of Sciences och invaldes 1977 som utländsk ledamot av svenska Vetenskapsakademien.